# Crocidura stenocephala
Crocidura stenocephala — вид білозубої землерийки з родини Soricidae. Зустрічається в Демократичній Республіці Конго та Уганді. Його природне середовище існування — болота. Йому загрожує втрата середовища проживання.